# Pardalinops propinqua
Pardalinops propinqua is een slakkensoort uit de familie van de Columbellidae. De wetenschappelijke naam van de soort is voor het eerst geldig gepubliceerd in 1891 door Smith.